# Kudrjaschevia
Kudrjaschevia  é um gênero botânico da família Lamiaceae

## Espécies
- Kudrjaschevia allotricha
- Kudrjaschevia grubovii
- Kudrjaschevia jacubi
- Kudrjaschevia korshinskyi
- Kudrjaschevia nadinae
- Kudrjaschevia pojarkovae